# Jean-Sifrein Maury
Jean-Sifrein Maury (28. června 1746 ve Valréas – 10. května 1817 v Římě) byl francouzský římskokatolický kněz a spisovatel. Působil jako pařížský arcibiskup (1810–1814) a titulární biskup v italském Montefiascone (1794–1816). V roce 1794 byl jmenován kardinálem. V roce 1785 se stal členem Francouzské akademie, ze které byl dvakrát vyloučen.

## Život
Jean-Sifrein Maury studoval v kněžském semináři Saint-Charles v Avignonu. Ve svých 20 letech odešel do Paříže, kde v roce 1766 publikoval své první dvě knihy. O rok později byl jmenován podjáhnem v Meaux V roce 1769 byl vysvěcen na kněze a roku 1775 se stal kanovníkem a oficiálem biskupa v Lombez. V roce 1781 byl jmenován farářem v Lihons v diecézi Noyon. Dne 27. ledna 1785 se stal členem Francouzské akademie.
V roce 1789 byl zvolen jako zástupce duchovenstva do generálních stavů. Hájil zájmy kněžích a šlechty proti třetímu stavu. Bojoval proti emancipaci židů, protestoval proti civilní ústavě kléru a bránil papežskou autoritu. Když bylo Ústavodárné shromáždění rozpuštěno, emigroval z Francie a pobýval v Koblenzi a poté v Římě. Působil jako vyslanec papežské kurie ve Frankfurtu nad Mohanem.
Papež Pius VI. jej dne 21. února 1794 jmenoval kardinálem s titulem kardinál-kněz u kostela Trinità dei Monti a titulárním biskupem v Montefiascone.

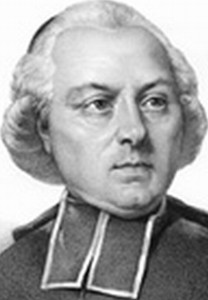
Jean-Sifrein Maury

Během Prvního císařství aktivně podporoval Napoleona I. V roce 1806 byl jmenován senátorem a stal se opět členem Francouzské akademie. V roce 1810 se stal pařížským arcibiskupem i proti vůli papeže Pia VII. Během Restaurace Bourbonů byl v roce 1814 kvůli svým vztahům s Napoleonem zbaven funkcí i členství v Akademii a proto opustil Francii a odejel do Říma, kde jej Pius VII. za jeho předchozí neposlušnost nechal na šest měsíců uvěznit v Andělském hradu.

## Dílo
Jean-Sifrein Maury byl autorem několika knih o francouzských panovnících a světcích.
- Éloge du roi Stanislas le Bienfaisant, 1766
- Éloge funèbre de Monseigneur le Dauphin, 1766
- Éloge de Charles V, roi de France, 1767
- Discours sur les avantages de la paix, 1767
- Éloge de Fénelon, 1771
- Panégyrique de Saint Louis, 1772
- Panégyrique de Saint Augustin, 1775
- Essai sur l'éloquence de la chaire, 1777
- Panégyrique de Saint Vincent de Paul, 1785